# Straffspark

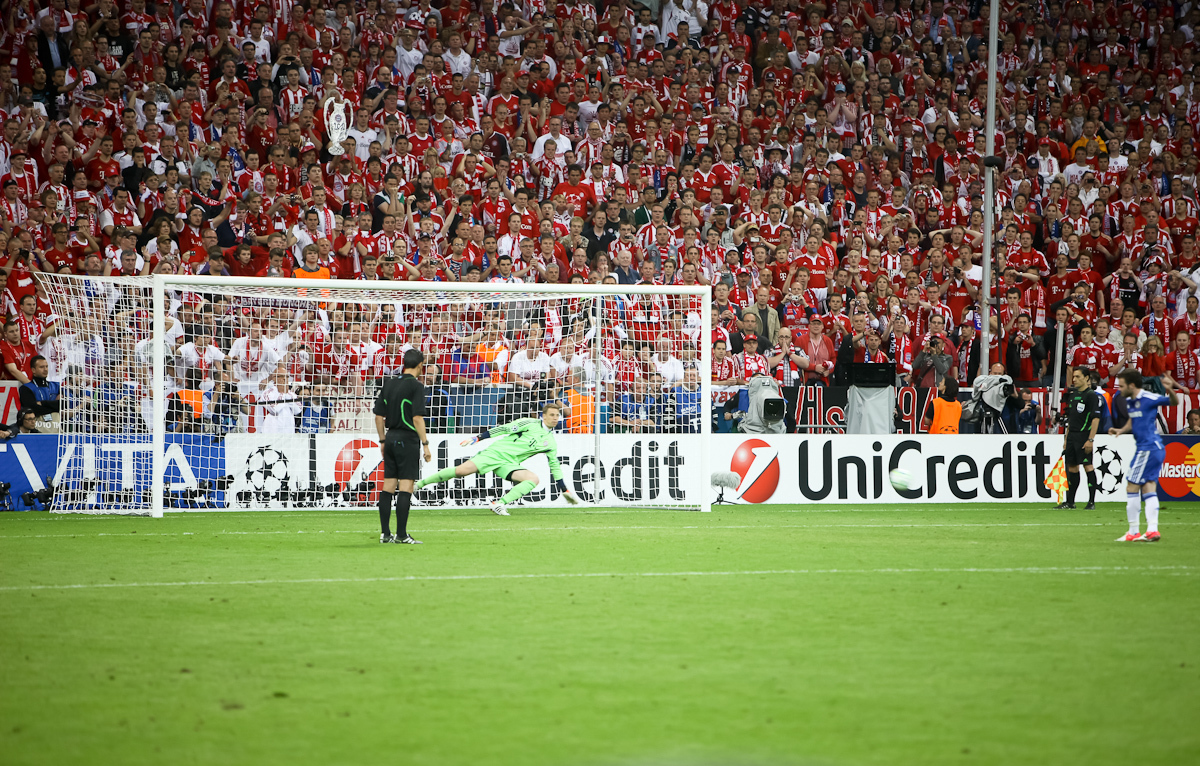
En straffspark slås av Chelseas Juan Mata.

En straffspark utdöms av domaren i fotboll till motståndarlaget då en spelare i sitt eget straffområde begått ett regelbrott som utanför straffområdet skulle ha renderat en direkt frispark till motståndarlaget. En spelare utses till straffläggare som ostört får placera bollen på fotbollsplanens straffpunkt elva meter från mål och med bara målvakten mellan sig och målet får chansen att göra mål. I de befintliga 17 fotbollsreglerna har regeln för straffspark ordningstalet fjorton (14).

## Historik
Straffsparkar regleras i den fjortonde paragrafen i fotbollsreglerna och infördes i dessa av International Football Association Board 1891. Oxfords universitetets fotbollslag var då överlägset brittiska öarnas bästa fotbollslag och de vägrade till en början att slå straffarna eftersom de ansåg att metoden var osportslig och icke-gentlemannamässig.

## Straffläggningsprocedur
Straffspark är en särskild typ av direkt frispark där straffläggaren kan skjuta direkt på mål utan att några försvarare får finnas mellan anfallaren och målvakten. Straffsparkar används också för att utse en vinnare i utslagsmatcher som inte avgjorts under ordinarie matchtid och förlängning. Eftersom dessa så kallade straffsparksläggningar sker utanför ordinarie matchtid upphör spelet för straffläggaren omedelbart efter att denne sparkat till bollen.
Om en straffspark har utdömts under ordinarie matchtid ska tiden förlängas så att straffsparken kan slås innan spelet stoppas för halv- eller full tid. 

Spelaruppställning inför straffläggning

Straffsparken ska slås från straffpunkten, en punkt 11 meter (12 yards) ut från mållinjens mitt. Straffläggaren (som inte nödvändigtvis måste varit inblandad i situationen som framkallade regelbrottet) skall vara klargjord för huvuddomaren och övriga spelare skall befinna sig bakom bollen, utanför straffområdet och minst 9,15 meter (10 yards) från bollen, det vill säga utanför straffområdets cirkelbåge, till dess bollen satts i spel, det vill säga har blivit sparkad och rör sig. Målvakten måste vara vänd mot bollen med båda fötterna i kontakt med mållinjen till dess att bollen satts i spel, men får röra sig i sidled längs med mållinjen. Om målvakten rör sig framför mållinjen innan bollen satts i spel, ska straffen slås om, såvida inte bollen gått i mål.
Efter att domaren blåst i sin visselpipa, vilket signalerar att straffsparken ska slås, måste straffläggaren sparka bollen i riktning framåt (inte nödvändigtvis mot målet, men det är nästan alltid fallet). Reglerna säger att straffläggaren måste springa fram mot bollen för att sparka den, kan sakta ner men inte stanna helt och hållet för att sen återuppta löpningen. Om det blir mål och denna regel brutits, ska straffen slås om.
Bollen sägs vara i spel när straffläggaren sparkat till den och bollen är i rörelse. Övriga spelare kan då träda in i målområdet och spelet fortsätter som normalt. Oftast har bollen då redan slagits i mål, bollen har hamnat bakom mållinjen, eller så har målvakten räddat straffsparken och skaffat kontroll över bollen.
Ibland studsar dock bollen ut från målvaktsräddningen eller från målramen, och övriga spelare kan då spela bollen som normalt, straffläggaren får dock enbart spela bollen ifall den vidrörts av en annan spelare. Ett mål från en sådan straffretur räknas dock inte som ett straffsparksmål.

## Straffsparksvariant
Det är tillåtet för straffläggaren att passa en medspelare istället för att slå bollen i mål. Varianten är ovanlig i fotboll men det förekommer att straffläggaren bara petar till bollen och en medspelare kommer med hög fart från sin position utanför straffområdet. Varianten är ovanlig eftersom fördelen för straffläggaren att stå ostörd elva meter från målet med en målvakt som inte heller får vara närmare inte blir större för en spelare som får dribbla mot en målvakt nära målet med risk för att även motståndarna hinner fram och kan hjälpa till med försvaret.